# Kristy
Kristy (bis zum 19. Jahrhundert slowakisch „Kríž“ u. a.; ungarisch Kereszt) ist eine Gemeinde im äußersten Osten der Slowakei mit 343 Einwohnern (Stand 31. Dezember 2024), die zum Okres Sobrance, einem Teil des Košický kraj, gehört.

## Geographie
Die Gemeinde befindet sich im Osten des Ostslowakischen Tieflandes zwischen den kanalisierten Bächen Olšinský potok und Orechovský potok, nahe der ukrainischen Grenze. Das Ortszentrum liegt auf einer Höhe von 108 m n.m. und ist acht Kilometer von Sobrance entfernt.
Nachbargemeinden sind Porostov im Norden, sehr kurz Orechová im Nordosten, Sejkov im Osten, Jenkovce im Süden, Tašuľa im Südwesten und Svätuš im Westen.

## Geschichte
Der Ort wurde zum ersten Mal 1333 als Kerezthwt schriftlich erwähnt und war zuerst Besitz von niedrigen Adeligen, später war er Teil des Herrschaftsguts Großmichel-Tibava. 1427 sind insgesamt 18 Porta verzeichnet. Durch eine Untertanenflucht zwischen 1715 und 1720 wurde die Ortschaft für einige Zeit fast menschenleer, als nur ein Haushalt blieb. 1828 zählte man 32 Häuser und 289 Einwohner.
Bis 1918 gehörte der im Komitat Ung liegende Ort zum Königreich Ungarn und kam danach zur neu entstandenen Tschechoslowakei beziehungsweise heute Slowakei. 1939–1944 war er als Folge des Slowakisch-Ungarischen Krieges noch einmal Teil Ungarns.

## Bevölkerung
| Jahr                | 1994 | 2004    | 2014    | 2024     |
| ------------------- | ---- | ------- | ------- | -------- |
| Anzahl der Personen | 290  | 307     | 311     | 343      |
| Unterschied         |      | +5,86 % | +1,30 % | +10,28 % |

| Jahr                | 2023 | 2024    |
| ------------------- | ---- | ------- |
| Anzahl der Personen | 346  | 343     |
| Unterschied         |      | −0,86 % |

Nach der Volkszählung 2011 wohnten in Kristy 312 Einwohner, davon 291 Slowaken sowie jeweils fünf Roma und Tschechen. Elf Einwohner machten diesbezüglich keine Angabe. 98 Einwohner bekannten sich zur römisch-katholischen Kirche, 86 Einwohner zur griechisch-katholischen Kirche, 79 Einwohner zur reformierten Kirche, 12 Einwohner zur apostolischen Kirche, jeweils zwei Einwohner zur evangelischen Kirche A. B., zur kongregationalistischen Kirche sowie zur orthodoxen Kirche und ein Einwohner zu einer anderen Konfession. Zehn Einwohner waren konfessionslos und bei 20 Einwohnern wurde die Konfession nicht ermittelt.

## Bauwerke
- reformierte Kirche aus dem Jahr 1903